# (39440) 2282 T-3
2282 T-3 (asteroide 39440) é um asteroide da cintura principal. Possui uma excentricidade de 0.15731870 e uma inclinação de 7.40723º.
Este asteroide foi descoberto no dia 16 de outubro de 1977 por Cornelis Johannes van Houten e Ingrid van Houten-Groeneveld e Tom Gehrels em Palomar.